# Álvaro Terrazas
Álvaro Terrazas Peláez (Sucre, Bolivia) es un médico y político boliviano. El 30 de enero de 2017, la ministra de Salud de Bolivia Ariana Campero nombró a Álvaro Terrazas como viceministro de esa cartera.

## Biografía
Terrazas nació en la ciudad de Sucre, en el departamento de Chuquisaca. Es un médico de profesión, titulado en la Universidad Católica Boliviana San Pablo de la ciudad de Santa Cruz de la Sierra, realizó cursos de posgrado en la Universidad Bolivariana de Venezuela y obtuvo su especialidad en Epidemiología de Campo en el Instituto de Medicina Tropical “Daniel Carrión” de la Universidad Nacional Mayor de San Marcos en Lima, Perú.
Trabajó en la Unidad de Epidemiología del Ministerio de Salud, así como en el nivel municipal, Organizaciones No Gubernamentales, en la Seguridad Social (Caja Petrolera de Salud) y desempeñó funciones de docencia de pre y posgrado en diferentes universidades del país. Asimismo prestó servicios en la Dirección de Salud del Ministerio de Salud del Perú y en el área de salud comunitaria.

## Carrera política
El 30 de enero de 2017, la ministra de Salud de Bolivia Ariana Campero tomó juramento a Álvaro Terrazas como Viceministro de Salud y Promoción. Como primeras medidas, anunció que se daría prioridad a los hospitales y a la prevención de enfermedades.
En el desarrollo de la gestión en 2017, donde se caracterizó por una serie de conflictos con el gremio médico, Terrazas fue calificado por dirigentes de organizaciones sociales como alguien que tiene condiciones para la negociación y un buen olfato político.
| Predecesor: Carla Parada Barba | Viceministro de Salud y Promoción de Bolivia 30 de enero de 2017 - Actualidad | Sucesor: - |